# Сівка (притока Дністра)
Сі́вка (або Си́вка) (пол. Siwka) — річка в Україні, на Передкарпатті, в межах Долинського, Рожнятівського (частково), Калуського та (частково) Галицького районів Івано-Франківської області. Права притока Дністра (басейн Чорного моря).

## Опис
Довжина 79 км, площа басейну 595 км2. Долина у верхній течії V-подібна, нижче трапецієподібна, терасована. Заплава двостороння, завширшки 200—300 м. Річище звивисте, багато стариць. Похил річки 3,8 м/км.

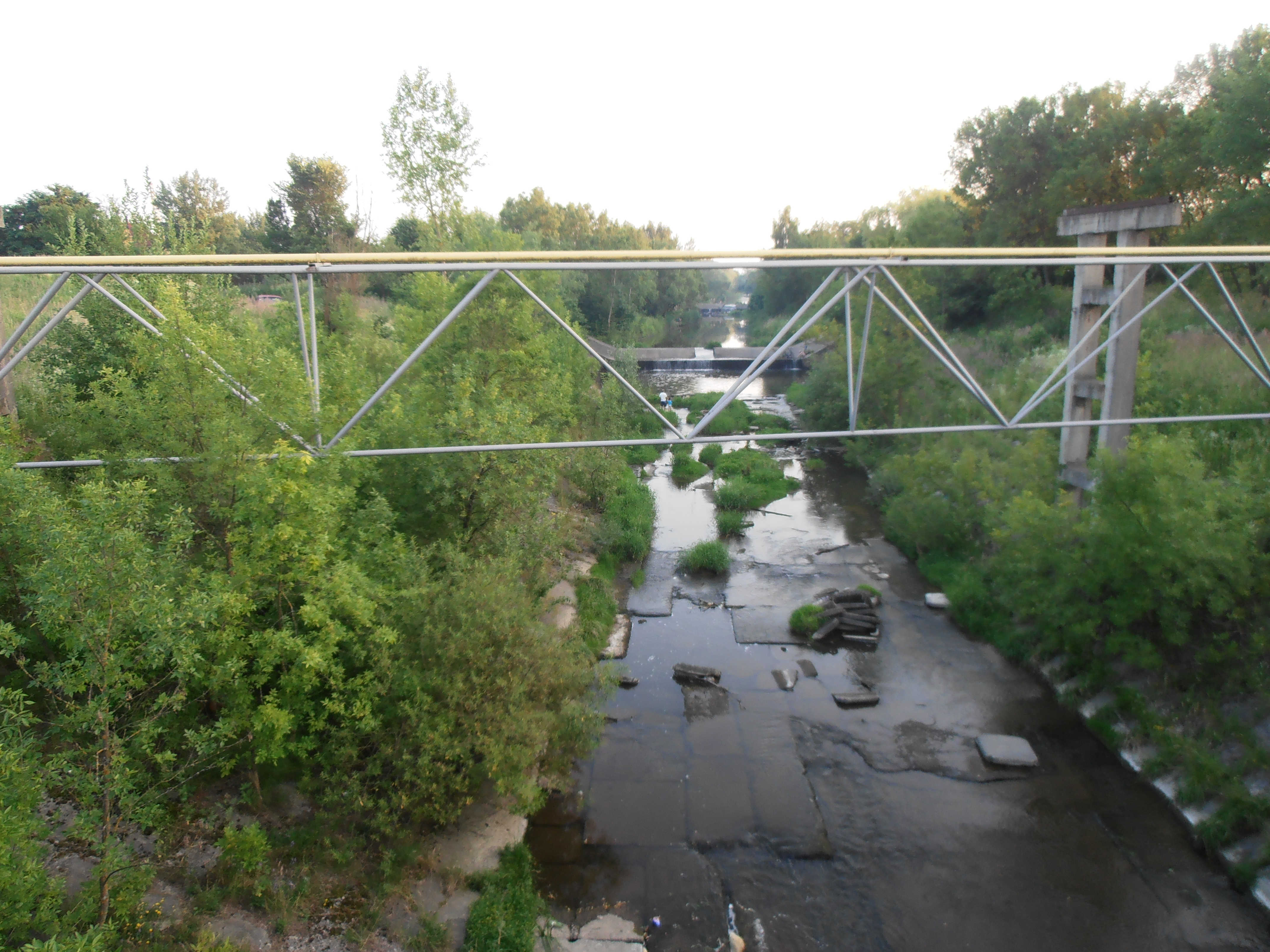
Обвідний канал Сівки

Для запобігання повеневих затоплень Калуша в 30-х роках ХХ ст. річка пущена 6-кілометровим обвідним каналом, у межах міста залишилася стариця.

## Розташування
Сівка бере початок на південь від міста Долини. Тече переважно на схід та північний схід, впадає у Дністер між селами Сівка-Войнилівська і Мошківці.
На Сівці розташовані місто Долина, смт Брошнів-Осада, місто Калуш, смт Войнилів та чимало сіл, через що її екологічний стан незадовільний.

## Основні притоки
Кропивник, Болохівка, Буркач (ліві).

## Екологічний стан
Екологічний стан річки викликає тривогу внаслідок забруднення сміттям, каналізаційними стоками Брошнева, Калуша і Войнилова та ропою з хвостосховищ і кар’єру. Входить у трійку найзабрудненіших річок області.
У межах Калуша русло стариці переважно наповнюється стічними водами. За межами Калуша природа бере гору над людським фактором і самовідновлюється у своєму різномаїтті.
В усті річки коло села Мошківці скидає відходи нафтохімічних виробництв «Карпатнафтохім».